# Remigia undifera
Remigia undifera là một loài bướm đêm trong họ Erebidae.